# 리프 (일본 기업)

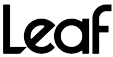

리프(Leaf)는 일본의 비주얼 노벨 제작사이다. 아쿠아플러스(AQUAPLUS)의 계열사이며, 오사카시의 요도가와구(淀川区)와 도쿄에 있다. 경쟁사인 Key와 함께 현존하는 비주얼 노벨 제작사들 중 가장 인기를 끌고 성공한 제작사 중 하나이다. 투하트의 출시와 함께 본격적으로 등장하였다. 현재 대표는 시모카와 나오야(일본어: 下川直哉)이며, 스탭 변동이 잦은 제작사로도 알려져 있다.
리프는 아루루와 놀자!!(일본어: アルルゥとあそぼ!!), Tears to Tiara, 쿠사리(일본어: 鎖), 투하트2에 XviD 비디오 코덱을 사용하였는데, XviD가 라이센스로 GPL을 차용한 공개 소프트웨어이기 때문에 어쩔 수 없이 같은 저작권 원칙을 적용하여 이 게임들의 실행파일 소스를 공개하였다.

## P/ECE
아쿠아플러스가 소프트웨어 개발과 별도로 발매한 휴대용 게임기로, USB 포트나 적외선 포트를 통해 게임을 다운로드하는 것이 가능하다. 256KB SRAM과 RAM 512KB 플래시 메모리가 내장되어 있다.

## 작품 목록
※표는 오사카 개발실에서 제작한 작품이다.
- 1995년 2월 24일 - DR2 나이트 작귀(DR2ナイト雀鬼) ※
- 1995년 8월 3일 - Filsnown(Filsnown ~光と刻~) ※
- 리프 비주얼 노벨 시리즈(LVNS)
  - 1996년 1월 26일 - 시즈쿠(雫) ※
  - 1996년 7월 26일 - 키즈아토(痕) ※
  - 1997년 5월 23일 - 투하트(To Heart) ※
- 1998년 5월 1일 - 화이트 앨범(WHITE ALBUM) ※
- 1999년 5월 28일 - 코믹 파티(こみっくパーティー)
- 2000년 4월 28일 - 매지컬☆안티크(まじかる☆アンティーク) ※
- 2001년 2월 9일 - 타소가레(誰彼 ~たそがれ~) ※
- 2002년 4월 26일 - 칭송받는 자(우타와레루모노)(うたわれるもの)
- 2002년 7월 26일 - 키즈아토 리뉴얼 패키지 ※
- 2003년 1월 30일 - Tenerezza(テネレッツァ)
- 2003년 2월 28일 - 루츠(Routes) ※

리프 비주얼 노벨 시리즈 4
- 2003년 9월 26일 - 천사가 없는 12월(天使のいない１２月)
- 2004년 1월 23일 - 시즈쿠 리뉴얼 패키지 ※
- 2005년 4월 28일 - 티어즈 투 티아라(Tears to Tiara) ※
- 2005년 9월 22일 - 쿠사리(鎖 -クサリ-) ※
- 2005년 12월 9일 - 투하트2 XRATED(ToHeart2 XRATED) 오사카·도쿄 공동 개발

리프 비주얼 노벨 시리즈 5
- 2006년 7월 28일 - 풀애니(フルアニ)
- 2008년 2월 29일 - 투하트2 AnotherDays(ToHeart2 AnotherDays) 오사카·도쿄 공동 개발
- 2008년 12월 26일 - 네가 부르는, 메기드의 언덕에서(君が呼ぶ、メギドの丘で)
- 2009년 6월 26일 - 키즈아토(痕 -きずあと-) ※
- 2010년 3월 26일 - WHITE ALBUM2 -introductory chapter-

리프 어뮤즈먼트 소프트
- 1996년 11월 22일 - 사오링과 같이!!(さおりんといっしょ!!)
- 1997년 11월 28일 - 하츠네의 비밀!!(初音のないしょ!!)
- 2000년 1월 28일 - 이나가와에 가자!!(猪名川でいこう!!)
- 2004년 4월 28일 - 아루루와 놀자!!(アルルゥとあそぼ!!)